# バーリントン (ノースカロライナ州)
バーリントン（英: Burlington）は、アメリカ合衆国ノースカロライナ州のアラマンス郡にある都市。人口は5万7303人（2020年）。アラマンス郡全郡で構成されるバーリントン都市圏の中核である。さらに広域ではピードモント・トライアドと呼ばれるグリーンズボロ・ウィンストン・セーラム・ハイポイント広域都市圏に属している。

## 歴史
アラマンス郡は1849年にオレンジ郡が分割されて設立された。初期の開拓者にはクエーカー教徒の集団がおり、その多くがスノーキャンプ地域で活動していた。他にドイツ系農民やスコットランド系アイルランド人の移民がいた。
1850年代にノースカロライナ鉄道を建設し、その線路を修繕、維持するために土地を確保する必要性があったことが、バーリントンの町を作る契機になった。鉄道会社は現在のグラハム市のやや西にある土地を選定した。1856年1月29日、ノースカロライナ鉄道の線路の最後の締め付け部に犬釘を打ち込み、鉄道によってゴールズボロ市とシャーロット市が結ばれた。翌日、新線を最初の機関車が通過した。アラマンス郡に蒸気機関車が到着したとき、地元では「世界の8番目の不思議」と言われた。
鉄道はこの歴史的な開通から間もなく、修繕工場の必要性が現実のものになった。新線に沿ったアラマンス郡の位置づけからその工場の場所として論理的な選定場所になった。工場をどこに造るか幾らか議論が行われた後で、進歩的なアラマンス郡の製造業経営者ベンジャミン・トロリンジャー将軍が、その問題に決着を与える提案をした。トロリンジャー将軍はグラハムのすぐ北西にある土地を所有しており、それに隣接する土地を所有する著名市民を説得して、合同で鉄道会社に土地を売ろうというものだった。1859年までに、工場の建設が始まっていた。一夜とでも見える間に町が生まれた。教会、銀行、ホテル、レストランが出現した。当初の町は「カンパニーショップス」と呼ばれ、鉄道の本社の位置にも選ばれた。工場が完成した時までに、村は27の建物があるまでに成長していた。白人37人、黒人奴隷20人と自由黒人2人がその工場と関係部署に雇用された。町の区画販売が間もなく始まったが、その売れ行きは南北戦争が終わるまで緩りとしたものだった。1864年までにカンパニーショップの人口は約300人を数えた。
この工場は25年間操業を続けた後、地域の鉄道施設の大半と共に閉鎖された。1886年、ノースカロライナ鉄道会社はその操作基盤をノースカロライナ州スペンサーに移した。カンパニーショップの鉄道事務所と工場が閉鎖された。鉄道の工場が操業を止めてみるとカンパニーショップの住民は名称を変更する必要性を感じた。カンパニーショップスは1893年2月14日にバーリントンとして生まれ変わった。バーリントン市が法人化され、州議会から憲章が発行された。
20世紀への変わり目頃、工業時代が始まり、アラマンス郡は国内の工業化の進展に大きな貢献を果たした。トロリンジャー将軍とE・M・ホルトがホー川とグレートアラマンス・クリーク沿いに小さな繊維工場を設立した。1908年、E・M・ホルトが南部で最初の綿製品工場を建設した。アラマンス郡ではただ1つの工場から30の綿製品工場と10ないし15の製糸工場を操業するまでに成長し、15,000人を雇用するようになった。E・M・ホルトの初期繊維事業はバーリントン・インダストリーズとして世界中に知られるようになり、現在は近くのグリーンズボロに本社を置いている。この時代を通じて、バーリントンは学校、教会、新聞社、電報局、電話線、道路、路面電車のある繁栄する活発な小都市となっていた。それら全てが当時の「現代的進歩」の最新性を保っていた。
繊維産業は1970年代に入るまで地元経済の中心であり続けたが、バーリントン市民は1つの産業のみでは生き残れないことを知っていた。第二次世界大戦に関わったことで、土地の経済に重要な変化をもたらした。1942年、連邦政府が試験用航空機製造のためにフェアチャイルド・エアクラフト・コーポレーション用土地22エーカー (8.9 ha) を購入し貸与した。そこで2年間製造が行われた後、陸軍のタンク再建計画のためにファイアストン・タイヤ会社に土地が貸与された。終戦と共に、連邦政府はその土地を放置せず、政府との契約事業のために利用を続けることにした。この判断によってウェスタン・エレクトリックが町に移って来て、国内から新しい雇用主も連れてきた。その契約から冷戦時代に出現した防衛産業の製造と試験に参加することになった。しかし、それから40年後の1991年、ウェスタン・エレクトリック（この時はルーセント・テクノロジー）が閉鎖され、バーリントンの歴史の1つの時代が終わった。
バーリントンはこの1世紀半にわたる経済の変化を経て、成長し、適応し、繁栄してきた。当初はカンパニーショップスの商業中心であり、中心街は現在も金融、政府、拡張された図書館、小型店舗、食堂と修復された劇場がある町の中心として機能している。中心街は主要な雇用中心としての位置づけにも戻って来ており、世界最大級の生物医学試験会社であるラボラトリー・コーポレーション・オブ・アメリカ（ラブコープ）があり、バーリントン市とアラマンス郡では最大の雇用主となっている。
バーリントン市にあるアメリカ合衆国国家歴史登録財としては、次のものがある。アラマンス・ホテル、アレン邸、アトランティック信託銀行社ビル、ビバリーヒルズ歴史地区、バーリントン中心街歴史地区、イーストデイビス通り歴史地区、エファード・ビル、第一バプテスト教会、第一クリスチャン・チャーチ・オブ・バーリントン、ポリー・フォーグルマン邸、ホルト・フロスト邸、ホーナー邸宅群、レイクサイドミルズ歴史地区、マックレイ学校、メナジェリー・カルーセル、ムーア・ホルト・ホワイトハウス、サウスブロード・イースト5番通り歴史地区、サザン鉄道旅客駅、セントアサナシアス・エピスコパル教会と教区民会館とホリー・コンフォーター教会、スタッグ邸、サニーサイド、アメリカ合衆国バーリントン郵便局、ウェストデイビス通り・ファウンテンプレース歴史地区、ウィンザー・コットンミルズ事務所である。

## 地理
バーリントンは北緯36度5分23秒 西経79度26分44秒 / 北緯36.08972度 西経79.44556度 (36.089636, -79.445578)に位置している。
アメリカ合衆国国勢調査局に拠れば、市域全面積は25.4平方マイル (65.7 km2)であり、このうち陸地25.2平方マイル (65.2 km2)、水域は0.19平方マイル (0.5 km2)で水域率は0.82%である。

### 気候
バーリントン地域の気候は、比較的高い気温と、年間を通じて均一にある降水量が特徴である。ケッペンの気候区分では温暖湿潤気候であり、略号は"Cfa"である。
| バーリントンの気候     | バーリントンの気候 | バーリントンの気候 | バーリントンの気候 | バーリントンの気候 | バーリントンの気候 | バーリントンの気候 | バーリントンの気候 | バーリントンの気候 | バーリントンの気候 | バーリントンの気候 | バーリントンの気候 | バーリントンの気候 | バーリントンの気候 |
| 月                     | 1月                | 2月                | 3月                | 4月                | 5月                | 6月                | 7月                | 8月                | 9月                | 10月               | 11月               | 12月               | 年                 |
| ---------------------- | ------------------ | ------------------ | ------------------ | ------------------ | ------------------ | ------------------ | ------------------ | ------------------ | ------------------ | ------------------ | ------------------ | ------------------ | ------------------ |
| 平均最高気温 °C （°F） | 12 (53)            | 13 (56)            | 16 (61)            | 23 (74)            | 27 (81)            | 31 (88)            | 32 (90)            | 31 (88)            | 28 (83)            | 23 (73)            | 17 (62)            | 12 (53)            | 22.1 (71.8)        |
| 平均最低気温 °C （°F） | 1 (33)             | 1 (33)             | 3 (38)             | 9 (48)             | 13 (56)            | 18 (64)            | 19 (67)            | 19 (66)            | 16 (60)            | 9 (49)             | 3 (38)             | −1 (31)            | 9.2 (48.6)         |
| 降水量 mm （inch）     | 94 (3.7)           | 94 (3.7)           | 97 (3.8)           | 91 (3.6)           | 99 (3.9)           | 97 (3.8)           | 117 (4.6)          | 124 (4.9)          | 104 (4.1)          | 94 (3.7)           | 81 (3.2)           | 81 (3.2)           | 1,173 (46.2)       |
| 出典：Weatherbase      |                    |                    |                    |                    |                    |                    |                    |                    |                    |                    |                    |                    |                    |

## 公園

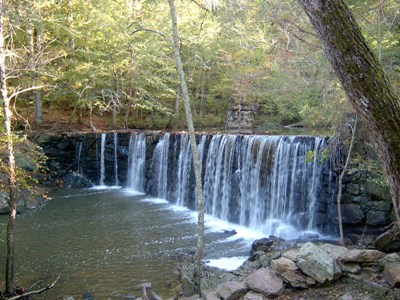
シーダロック滝

バーリントンで見られる公園は、ジョー・ダビドソン公園、シーダロック公園、バーリントン市営公園など様々なものがある。これらの公園を訪れば、野球場、バスケットボールコート、サッカー場、遊技場、ディスクゴルフ場、テニスコートなど様々な活動の施設がある。
アラマンス郡レクリエーションと公園委員会は7人の市民ボランティアと、アラマンス・バーリントン教育委員会およびアラマンス郡コミッショナー委員会の各代表1人で構成されている。「アラマンス郡レクリエーションと公園部は訪問者を感動させる公園、歩道、プログラムを用意し、あらゆる参加者を歓迎する」がその任務に関する声明である。
- シーダロック公園[11]
- シャローフォード自然地域[12]
- グレートベンド公園グレンコー[13]
- プレザントグローブ・レクリエーションセンター[14]
- イーライ・ホイットニー・レクリエーションセンター[15]

アラマンス郡にはホー川トレイルやマウンテンズ・トゥ・シー・トレイルがある。次の場所でこれらのトレイルに接続されている。
- アルタマホー・パドル・アクセス[18]
- シャローフォード自然地域[12]
- グレートベンド公園グレンコー[13]
- グレンコー・パドル・アクセス[19]
- サクサパホー湖パドル・アクセス[20]
- サクサパホー・ミル・レース・パドル・アクセス[21]

## 人口動態
以下は2010年国勢調査による人口統計データである。
| 基礎データ - 人口: 49,963 人 - 世帯数: 20,632 世帯 - 家族数: 12,679 家族 - 人口密度: 760.5人/km2（1,967.0 人/mi2） - 住居数: 23,414 軒 - 住居密度: 356.4軒/km2（921.8 軒/mi2） 人種別人口構成 - 白人: 57.6% - アフリカン・アメリカン: 28% - ネイティブ・アメリカン: 0.7% - アジア人: 2.1% - 太平洋諸島系: 0.1% - その他の人種: 9.2% - 混血: 2.4% - ヒスパニック・ラテン系: 16% 年齢別人口構成 - 18歳未満: 26.6% - 18-24歳: 6.5% - 25-44歳: 26.1% - 45-64歳: 25.2% - 65歳以上: 15.7% - 年齢の中央値: 38歳 | 世帯と家族（対世帯数） - 18歳未満の子供がいる: 28.1% - 結婚・同居している夫婦: 38.9% - 未婚・離婚・死別女性が世帯主: 17.5% - 非家族世帯: 38.5% - 単身世帯: 33% - 65歳以上の老人1人暮らし: 13.1% - 平均構成人数 - 世帯: 2.38人 - 家族: 3.01人 収入と家計 - 収入の中央値 - 世帯: 42,097米ドル - 家族: 49,797米ドル - 人口1人あたり収入: 23,465米ドル - 貧困線以下 - 対人口: 19.6% - 対家族数: 15.9% - 18歳未満: 34.9% - 65歳以上: 10.2% |

## 経済
- ラブコープがバーリントンに本社と試験施設を置いている。郡内で3,000人以上を雇用し、アラマンス郡では最大の雇用主である。
- ホンダ・アエロは自動車のホンダの子会社であり、近年、その本社をバーリントンに移し、バーリントン・アラマンス地域空港に2,700万ドルを掛けて工場を建設すると発表した。超軽量ジェット機であるHondaJetのHF120を生産している。
- 地域ファストフード・チェーン店のビスキットビルがバーリントンを本拠にしている。
- バーリントンには靴下のメーカー、ゴールド・トー・ブランズの本社がある。
- 日刊紙「タイムズ・ニューズ」がバーリントン唯一の新聞であり、地域の主要メディアとなっている。
- 地元のレストラン、ザックス・ホットドッグズは1928年にザック・トゥールーパスが開店したものであり、再活性化された中心街にある。
- マーケティングのナショナル・エージェンツ・アライアンスが市内に本部を置いている。
- 協同組合であるカンパニーショップス・マーケットは中心街にある総合雑貨店である。2011年に開店した

### ショッピング
ハフマンミル道路とチャーチ通り（国道70号線）の交差点に市内では唯一の屋内型モール、ホリーミル・モールがある。屋外型ではアラマンス・クロッシングが州間高速道路40号線・州間高速道路85号線とユニバーシティ・ドライブの交差点に2007年にオープンした。I-40/I-85の出口145番近くには、ノースカロライナ州でもオリジナルなアウトレットモールであるバーリントン・アウトレット・ビレッジがある。

### レストラン
バーリントンはノースカロライナ州でも一人当たりのレストランが多いことで知られている。2011年、レストラン成長指数が167となり国内第29位となった。市内全体で322軒のレストランがあり、人気のある店としては、ザックス・ホットドッグズ、ラ・フィエスタ、ブルーリボン・ディナー、スキッズ・アンド・マイコノス・グリルがある。

## 交通

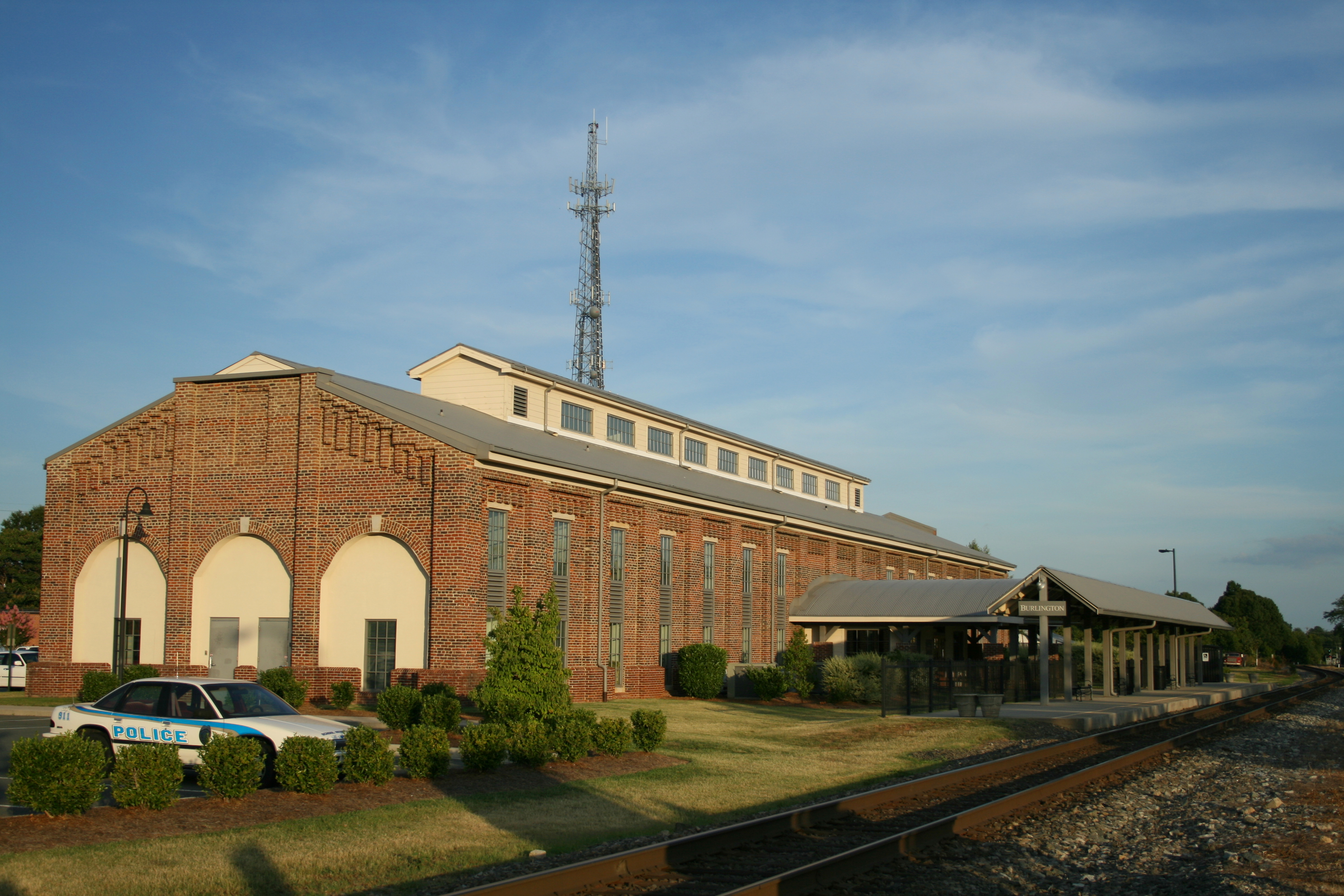
バーリントン駅

バーリントン駅はアムトラックの停車駅である。カロリニアン号とピードモント号が、バーリントンとニューヨーク、フィラデルフィア、ボルチモア、ワシントンD.C.、リッチモンド、ローリーおよびシャーロットとを繋いでいる。
グリーンズボロにあるピードモント・トライアド国際空港とモリスビルにあるローリー・ダーラム国際空港は、どちらも車で僅かな時間で行くことができる。ノースカロライナ州のこれら2つの主要空港からほぼ中央にバーリントンが位置している。
バーリントンは公共のバス運行体系が無い。しかしアラマンス郡交通局の運行するものを利用できる。近くにあるエロン大学からバイオバスを利用できる。

## スポーツ
バーリントン・ロイヤルズはメジャーリーグベースボールのカンザスシティ・ロイヤルズ傘下で、ルーキー・レベルのチームである。2007年からバーリントンで試合を行っている。球場はバーリントン・アスレティック・スタジアムである。2007年以前はバーリントン・インディアンスと呼ばれ、1985年からクリーブランド・インディアンスの傘下だった。

## 教育
地元の教育体系はアラマンス・バーリントン教育体系と呼ばれ、1996年にアラマンス郡教育体系とバーリントン市教育体系の合併で創設された。
公立学校は以下のものがある
- アラマンス・バーリントン教育体系[24]
- アラマンス・バーリントン・ミドルカレッジ[25]
- アレクサンダー・ウィルソン小学校[26]
- アルタマホー・オシピー小学校[27]
- R・ホーマー・アンドリューズ小学校[28]
- ブロードビュー中学校[29]
- 職業訓練教育センター
- ヒュー・M・カミングス高校[30]
- イースタン・アラマンス高校[31]
- イーストローン小学校[32]
- エロン小学校[33]
- オードリー・W・ガレット小学校[34]
- グラハム高校[35]
- グラハム中学校[36]
- グローブパーク小学校[37]
- ホーフィールズ中学校[38]
- ホーリバー小学校[39]
- ハイランド小学校[40]
- ヒルクレスト小学校[41]
- E・M・ホルト小学校[42]
- B・エバレット・ジョーダン小学校[43]
- ハーベイ・R・ニューリン小学校[44]
- ノースグラハム小学校[45]
- プレザントグローブ小学校[46]
- セラーズ・ガン教育センター[47]
- マービン・B・スミス小学校[48]
- サザン・アラマンス高校[49]
- サザン中学校[50]
- サウスグラハム小学校[51]
- サウスメベイン小学校[52]
- シルバン小学校[53]
- タレンタイン中学校[54]
- ウェスタン・アラマンス高校[55]
- ウェスタン・アラマンス中学校[56]
- ウォルター・M・ウィリアムズ高校[57]
- ウッドローン中学校[58]
- E・M・ヨーダー小学校[59]

私立学校には以下のものがある。
- アラマンス・クリスチャン学校[60]
- ブレスト・サクラメント学校
- ザ・バーリントン学校[61]
- バーリントン・クリスチャン・アカデミー[62]

下記はチャータースクールである。
- リバーミル・アカデミー[63]

## 姉妹都市
バーリントンは国際姉妹都市協会が指定する2つの姉妹都市関係がある。
- 大韓民国、果川市
- メキシコ、ソレダード・デ・グラチアーノ・サンチェス